# Phyllocycla argentina
Phyllocycla argentina là loài chuồn chuồn trong họ Gomphidae. Loài này được Hagen in Selys mô tả khoa học đầu tiên năm 1878.